# Hylaeus maritimus
Hylaeus maritimus är en biart som beskrevs av John Colburn Bridwell 1910. Hylaeus maritimus ingår i släktet citronbin, och familjen korttungebin. Inga underarter finns listade i Catalogue of Life.